# Monsieur Belvédère fait sa cure
Série Monsieur Belvédère
Monsieur Belvédère au collège (1949)
Pour plus de détails, voir Fiche technique et Distribution.
Monsieur Belvédère fait sa cure (Mr. Belvedere Rings the Bell) est un  film américain en noir et blanc réalisé par Henry Koster, sorti en 1951.
Il s'agit du dernier volet de la trilogie comprenant le personnage de Monsieur Belvédère joué par Clifton Webb. Les deux précédents étaient : Bonne à tout faire (1948) et Monsieur Belvédère au collège (1949).

## Synopsis
M. Belvedere est en tournée de conférences sur le thème : « Comment être jeune, même à 80 ans ». Lui-même  se demande s'il est utile de vivre jusqu'à 80 ans depuis qu'il a entendu quatre résidents de la maison de retraite Église de Jean parler de leurs mille maux. Il décide de se lancer dans une enquête auprès des résidents de la maison de retraite. Lorsqu'il va voir l’évêque Daniels pour obtenir la permission d’enquêter, il est pris pour Oliver Erwenter, qui avait fait une demande d'admission, mais était depuis décédé. M. Belvedere ne corrige pas l'erreur ; il est accepté comme pensionnaire....

## Fiche technique
- Titre français : Monsieur Belvédère fait sa cure
- Titre original : Mr. Belvedere Rings the Bell
- Réalisation : Henry Koster
- Scénario : Ranald MacDougall, d'après la pièce The Silver Whistle de Robert E. MacEnroe
- Producteur : André Hakim
- Société de distribution : Twentieth Century Fox
- Musique : Cyril J. Mockridge
- Photographie : Joseph LaShelle
- Montage : William B. Murphy
- Pays de production : États-Unis
- Genre : Comédie
- Format : noir et blanc - 1.37:1 -  Son Mono (Western Electric Recording)
- Durée : 87 minutes
- Dates de sortie : 
  - États-Unis : 2 août 1951
  - France : 21 décembre 1951
- Affiche : Boris Grinsson (France)

## Distribution
- Clifton Webb : Lynn Belvedere / Oliver Erwenter
- Joanne Dru : Mlle [Harriet] Tripp
- Hugh Marlowe : le révérend Charles Watson
- Zero Mostel : Emmett
- William H. Lynn : M. Beebe
- Doro Merande : Mme Hammer
- Frances Brandt : Mlle Hoadley
- Kathleen Comegys : Mme Sampler
- Jane Marbury : Mme Gross
- Harry Hines : M. [R. B.] Cherry
- Warren Stevens : le reporter
- Harry Antrim : l'Évêque Daniels (non crédité)
- Hugh Beaumont : le policier (non crédité)
- Thomas Browne Henry : le Père Shea (non crédité)